# ТВ слагалица
ТВ слагалица је квиз који се емитује на каналу Радио-телевизије Србије као квиз са најдужим периодом емитовања на Балкану. Има седам игара са речима, бројевима и општим знањем. Такмичарима је циљ прво да се пласирају у четвртфинале, а затим и полуфинале и финале; они који на овом путу изгубе, освајају утешне награде или признања, а финалисти — новчане награде те пригодни поклон (књига).

## Историја и карактеристике
Прва епизода ТВ слагалице је емитована у понедељак, 22. новембра 1993. године у 7 часова, и то под називом Музичка слагалица. Уредник је био Никола Нешковић. Нешковић и Драгана Милићевић били су први водитељи. „Скочко” је маскота квиза — цртеж Луке Спаића. Компјутерски програм радили су: Тања Валчић, Горан Јеротић и др. На месту водитеља били су: Тања Вељковић, Станислава Пак Станковић, Мира Пешев, Иван Бауер, Наташа Нешковић, Виолета Прашчевић и други. Касније, крајем 1998. године, Музичка слагалица је променила назив у ТВ слагалица.
ТВ слагалица је постала не само најгледанији квиз, већ и најгледанија емисија на свим телевизијама у Србији. Приказује се без прекида већ 31 година, што је чини квизом са најдужом историјом на Балкану. Процењује се да квиз радним данима прати и до 1,5 милиона гледалаца.
Квиз је временом променио око 20 водитеља и 20 игара, а учествовало је више од 5.000 такмичара. Такође је мењан и графички интерфејс, студио, процес доделе награда и др. Формат тренутно чини 30 епизода у једном циклусу; по два такмичара, који су одабрани претходним тестирањем, играју двомеч и бољи у укупном збиру бодова из две епизоде је победник. Такмичари имају симболичне разликовне боје (за једног плава и за једног црвена). Од укупно 30 епизода 16 је квалификационих, а осталих 14 чине четвртфинале, полуфинале и финале. Победници финала и 4 другопласирана са најбољим резултатом стичу право на учешће у суперфиналном циклусу.
Емисије тренутно воде Кристина Раденковић, Марија Вељковић Миловановић, Милица Гацин и Јелена Симић. Бивше водитељке ТВ слагалице су Ана Рељић, Гордана Стијачић и Данијела Пантић. Дугогодишњи супервизор односно стручни консултант ТВ слагалице је Милка Цанић (1944—2016).
Квиз се приказује у току целе недеље у термину од око 18.25 часова (суботом и недељом око 19.00 часова) на каналу РТС Свет, те у око 19.00 часова на првом каналу РТС-а, а репризира се у око 6.20 часова на другом каналу РТС-а. Марта 2021. године, РТС је емитовао осамхиљадиту емисију ТВ слагалице.

## Игре
Седам игара у којима такмичари проверавају своје знање, способности и брзину те каткад кушају срећу су редом:
- Слагалица — Прво плави, а потом и црвени такмичар — говорећи „стоп” — бира 12 слова азбуке којима пермутовањем треба да састави што дужу реч; свако слово у речи коју такмичар састави вреди 1 поен, а додељује се и додатних 5 поена уколико је реч иста као и реч која је задата, а још 10 поена уколико реч има исти број слова и разликује се од задате речи, а додатних 15 поена се добија уколико има више слова од задате речи; поене добија само такмичар чија је реч дужа (ако су обе исте дужине, предност се даје такмичару који је бирао слова) и који има исправну реч (именице у номинативу, глаголи у инфинитиву итд.).
- Мој број — Прво плави, а потом и црвени такмичар — говорећи „стоп” — бира свој број те других 6 бројева помоћу којих са 4 елементарне математичке операције треба да изрази тражени број који је ’извукао’ (1—999); прва четири од шест бројева су једноцифрени, пети може да буде 10, 15 или 20, а шести 25, 50, 75 или 100.
- Корак по корак — Такмичар треба да пронађе задати појам у максимално 7 корака (од којих је први најтежи, а последњи најлакши); поља се отварају све док се не открије тражени појам, а време које се даје за погађање при једном откривеном новом кораку је 5 секунди; прво плави такмичар има предност при погађању, а потом црвени.
- Скочко — Такмичар треба да пронађе задату комбинацију 4 знака у 6 покушаја са 6 знакова (скочко, треф, пик, херц, каро, звезда); игра познатија под називом „мастермајнд”.
- Спојнице — Оба такмичара добијају две табеле са по 10 међусобно повезана појма које треба тачно повезати; прво плави такмичар игра, а у случају да није погодио везу, црвени такмичар добија право на погађање; потом црвени игра, а плави такмичар погађа везе који је црвени такмичар промашио. Уведена 2006, игра је замењена игром Корак по Корак 2011. да би поново била враћена као пета игра 2018. у 109. циклусу.
- Ко зна зна — Провера општег знања у 10 питања; такмичар који се први јави добија 10 поена за тачан одговор, а −5 за нетачан (тада шансу са истим условима добија други такмичар уколико се јавио); максимално време за пријаву за давање одговора на једно питање је 5 секунди.
- Асоцијације — Отварање поља (1, 2, 3, 4) у четири колоне (А, Б, В, Г) чија решења дају коначно решење асоцијације; максимално време за ову игру је 4 минута (по 2 минута за асоцијацију коју започне плави од. црвени такмичар).

У суперфиналним циклусима сваког децембра, почевши од 121. (суперфинале VI) између игара Скочко и Спојнице игра се још једна новоуведена игра:
- Слово по слово — Такмичар током датог времена од 30 секунди одабире од 30 датих слова српске азбуке она која жели како би решио задатак (открио реченицу, стихове, синтагму наслова и сл.), а како се свако слово бира број потенцијалних поена се смањује по један уколико постоји то слово и 3 поена уколико не постоји у задатам појму. Број поена које такмичар потенцијално осваја је број слова која су остала неискоришћена у моменту истека датог времена; током игре је дата асоцијација за решење траженог словног задатка, а по истеку датог времена открива се и помоћ (ако такмичар чија је игра не зна, противник може да погађа за 5 поена). Игра је варијанта старе игре Прочитај ме која је у Слагалици играна од друге половине деведесетих до 2002[11].

## Сезоне и победници
|  | Овај одељак не наводи ниједан извор. Побољшајте га додавањем референци ка поузданим изворима. Садржај непоткрепљен изворима може бити доведен у питање, а потом и избрисан. (детаљније о уклањању овог шаблона обавештења) |

Дана 30. марта 2024. године, 9082. емисијом завршен је 172. циклус квиза ТВ слагалица. Победник циклуса је био Зоран Хорватов.
Победници до сада завршених циклуса (1—172) приказани су у табели испод.
| №   | Година    | Првопласирани       | Другопласирани       | Трећепласирани                        | Четвртопласирани          | [5–8]                                                                         |
| --- | --------- | ------------------- | -------------------- | ------------------------------------- | ------------------------- | ----------------------------------------------------------------------------- |
| 1   | 1993/94.  | Иван Јаковљевић     | Драган Бешевић       | Јан Бажик                             | Ненад Комадинић           | Непознато                                                                     |
| 2   | 1994.     | Душан Никић         | Мирослав Цветковић   | Бранислав Никић                       | Мирослав Лалић            | Непознато                                                                     |
| 3   | 1994.     | Дејан Недић         | Миле Јанковић        | Сајо Вилотић                          | Непознато                 | Непознато                                                                     |
| 4   | 1994/95.  | Омер Екић           | Ђорђе Симић          | Витомир Павловић                      | Александар Вујановић      | Непознато                                                                     |
| 5   | 1995.     | Марко Обрадовић     | Мирослав Цветковић   | Миодраг Војводић                      | Жељко Адамов              | Милан Јеремић, Александар Јанковић, Иванка Томић, Сретен Перић                |
| 6   | 1995.     | Михајло Нејков      | Бојан Ђокановић      | Веселин Секулић                       | Чедомир Милановић         | Непознато                                                                     |
| 7   | 1995.     | Зоран В. Јовановић  | Драган Радосављевић  | Александар Бјелица                    | Зоран Перишић             | Горан Дамјановић, Зоран Котарац, Бранислав Косовац                            |
| 8   | 1995/96.  | Владан Зарић        | Дарио                | Горан Дамјановић                      | Непознато                 | Непознато                                                                     |
| 9   | 1996.     | Перица Ђорђевић     | Сајо Вилотић         | Непознато                             | Непознато                 | Непознато                                                                     |
| 10  | Непознато | Миодраг Војводић    | Лазар Којић          | Непознато                             | Непознато                 | Непознато                                                                     |
| 11  | Непознато | Владимир Пешић      | Бојан Пјевац         | Непознато                             | Непознато                 | Непознато                                                                     |
| 12  | Непознато | Горан Дамјановић    | Петар Миљковић       | Александар Ђорђевић                   | Новица Лукић              | Непознато                                                                     |
| 13  | 1997.     | Гордана Милешић     | Момчило Шарановић    | Дејан Жуковски                        | Дејан Комар               | Милош Стојановић                                                              |
| 14  | Непознато | Драган Стојановић   | Непознато            | Непознато                             | Непознато                 | Непознато                                                                     |
| 15  | Непознато | Зоран Милићевић     | Непознато            | Непознато                             | Непознато                 | Непознато                                                                     |
| 16  | 1998.     | Дамир Дураковић     | Владимир Милетић     | Ненад Мушикић                         | Небојша Јефтовић          | Непознато                                                                     |
| 17  | Непознато | Илија Лончар        | Арсеније             | Горан Радовић                         | Непознато                 | Непознато                                                                     |
| 18  | Непознато | Станко Боснић       | Непознато            | Непознато                             | Непознато                 | Непознато                                                                     |
| 19  | Непознато | Непознато           | Непознато            | Непознато                             | Непознато                 | Непознато                                                                     |
| 20  | 1999.     | Жељко Комарица      | Мирољуб Арсић        | Сајо Вилотић                          | Непознато                 | Дејан Комар                                                                   |
| 21  | Непознато | Непознато           | Непознато            | Бојан Пјевац                          | Непознато                 | Непознато                                                                     |
| 22  | Непознато | Андреј Пешикан      | Новак Николић        | Марјан Госта                          | Милош Ђорђевић            | Непознато                                                                     |
| 23  | Непознато | Горан Радовић       | Иван Стаменковић     | Славиша Симовић                       | Ивица Јанковић            | Непознато                                                                     |
| 24  | 2000/01.  | Марија Суботић      | Владимир Ранђеловић  | Срећко Голубович                      | Александар Ковачевић      | Непознато                                                                     |
| 25  | 2001.     | Александра Чолаков  | Милан Живановић      | Дејан Дорословачки                    | Иван Букумирић            | Миленко Марковић, Драган Исаиловић                                            |
| 26  | 2001.     | Предраг Антић       | Милан Рмус           | Дејан Јелић                           | Ксенија Данковић          | Сајо Вилотић                                                                  |
| 27  | 2001/02.  | Софија Нецин        | Владан Зарић         | Звонко Вукићевић                      | Драган Миленковић         | Непознато                                                                     |
| 28  | 2002.     | Миленко Марковић    | Милош Цветић         | Мирослав Павловић                     | Милорад Цвејић            | Непознато                                                                     |
| 29  | 2002.     | Ђорђија Поповић     | Мирјана Радмиловић   | Владан Стевановић                     | Дејан Ђорђевић            | Непознато                                                                     |
| 30  | 2002.     | Владимир Вујовић    | Сандра Трифуновић    | Бранко Милић                          | Перо Ђорђески             | Тони Чурлин                                                                   |
| 31  | Непознато | Вељко Глушчевић     | Драган Зељковић      | Александар Ћосић                      | Балша Николић             | Непознато                                                                     |
| 32  | Непознато | Милан Ивановић      | Петар Тепавчевић     | Александар Букинац                    | Иван Андонов              | Непознато                                                                     |
| 33  | Непознато | Дарко Божичковић    | Властимир Пурић      | Драган Пешовић                        | Жарко Миловановић         | Непознато                                                                     |
| 34  | Непознато | Дејан Вукелић       | Радомир Јовановић    | Андрија Додиг                         | Милан Радуловић           | Непознато                                                                     |
| 35  | Непознато | Јован Ћук           | Синиша Љустина       | Гојко Шурбатовић                      | Саша Стоиљковић           | Непознато                                                                     |
| 36  | Непознато | Желимир Лалић       | Саша Тонић           | Војин Остојић                         | Данијел Пантовић          | Непознато                                                                     |
| 37  | Непознато | Бранислава Кнежевић | Милан Ђорић          | Војислав Лазаревић                    | Ана Харди                 | Непознато                                                                     |
| 38  | Непознато | Стеван Несторовић   | Владимир Јовичић     | Мирослав Цветковић                    | Иван Ивановић             | Зоран Милосављевић, Милосавље Херојевић, Љубиша Босанац, Милан Антонић        |
| 39  | Непознато | Драган Исаиловић    | Светислав Мијовић    | Горан Стајић                          | Станиша Николић           | Непознато                                                                     |
| 40  | Непознато | Милош Славковић     | Сајо Вилотић         | Владимир Крнач                        | Бобан Луковић             | Марјан Госта                                                                  |
| 41  | Непознато | Александар Симић    | Иван Илић            | Никола Ивановић                       | Вељо Спасојевић           | Непознато                                                                     |
| 42  | Непознато | Ненад Куновац       | Војкан Величковић    | Борољуб Златановић                    | Ненад Милчић              | Непознато                                                                     |
| 43  | Непознато | Душан Јовановић     | Никола Вујичић       | Горан Јовановић                       | Непознато                 | Непознато                                                                     |
| 44  | 2005/06.  | Марјан Госта        | Горан Авалић         | Зоран Живојиновић                     | Владимир Вилотић          | Данијела Марковић, Зорица Родић, Душан Богдановић, Владимир Рушкић            |
| 45  | 2006.     | Јован Стојичић      | Зоран Хорватов       | Игор Марков                           | Александар Ивковић        | Непознато                                                                     |
| 46  | 2006.     | Драшко Ешпек        | Душко Гвозденовић    | Драгован Васић                        | Дарко Кузељевић           | Непознато                                                                     |
| 47  | 2006.     | Коста Жељски        | Владимир Јовичић     | Мирослав Цветковић                    | Алекса Попадић            | Горан Голубовић, Стојан Мајсторовић, Љубиша Босанац, Дејан Жуковски           |
| 48  | 2006.     | Дарко Крчмар        | Славко Бован         | Сава Мирчић                           | Ђорђе Цимерман            | Непознато                                                                     |
| 49  | 2006/07.  | Милош Петронијевић  | Миодраг Петровић     | Милорад Цвејић                        | Синиша Чоловић            | Небојша Ступар                                                                |
| 50  | 2007.     | Драган Ђукановић    | Бранислав Бошњаковић | Бојан Јанковић                        | Срђан Радовић             | Непознато                                                                     |
| 51  | 2007.     | Стеван Узелац       | Милош Стојановић     | Мирослав Лука Мрковић                 | Жељко Бохинц              | Непознато                                                                     |
| 52  | 2007.     | Славка Бакалов      | Звонко Вукићевић     | Горан Ранђеловић                      | Миодраг Церовић           | Непознато                                                                     |
| 53  | 2007.     | Александар Весић    | Ђорђе Панић          | Саша Радоњић                          | Софија Иконић             | Непознато                                                                     |
| 54  | 2007.     | Владимир Џамић      | Владан Михајиловић   | Игор Репић                            | Јован Николић             | Непознато                                                                     |
| 55  | 2007/08.  | Горан Севић         | Зоран Чекеринац      | Зоран Крстић                          | Ранко Кнежевић            | Непознато                                                                     |
| 56  | 2008.     | Велибор Марјановић  | Златко Емеђи         | Драган Јоновић                        | Ненад Вељковић            | Непознато                                                                     |
| 57  | 2008.     | Бојан Перуничић     | Зоран Радисављевић   | Миленко Пелевић                       | Радосав Илић              | Непознато                                                                     |
| 58  | 2008.     | Милица Марковић     | Михајло Симић        | Андреј Вујовић                        | Иван Бранковић            | Непознато                                                                     |
| 59  | 2008.     | Милорад Анкић       | Ђорђе Лацмановић     | Драган Рајковић                       |                           | Непознато                                                                     |
| 60  | 2008/09.  | Михајло Нејков      | Новица Лукић         | Властимир Пурић                       | Бојан Савић               | Зоран В. Јовановић, Зоран Радисављевић, Александар Весић, Бојан Перуничић,    |
| 61  | 2010.     | Владимир Јањић      | Божидар Танић        | Горан Вукојевић                       | Драгољуб Селаковић        | Непознато                                                                     |
| 62  | 2010.     | Александар Дивовић  | Иван Цвијовић        | Душан Ивановић                        | Драган Поповић            | Непознато                                                                     |
| 63  | 2010.     | Ненад Петровић      | Жељко Томашевић      | Милан Стевановић                      | Бојан Суботић             | Непознато                                                                     |
| 64  | 2010.     | Владимир Николић    | Синиша Марјановић    | Ратко Алексић                         | Горан Милетић             | Непознато                                                                     |
| 65  | 2010.     | Вељко Михајловић    | Владимир Обрадовић   | Данијел Поповић                       | Дејан Вејиновић           | Ненад Димитријевић, Срђан Грандић, Милан Мојовић, Витомир Савић               |
| 66  | 2010.     | Љубиша Видановић    | Ђорђе Карна          | Слађан Ђорђевић                       | Иванка Радисављевић       | Непознато                                                                     |
| 67  | 2011.     | Игор Зељковић       | Никола Живановић     | Жарко Стевановић                      | Бранко Мартин             | Рајко Чалија, Бојан Томић, Владимир Златановић, Младен Стојадиновић           |
| 68  | 2011.     | Браца Кундалић      | Никола Стефановић    | Зоран Дувњак                          | Игор Жегарац              | Владица Лапчевић                                                              |
| 69  | 2011.     | Филип Вукојевић     | Биљана Малиновић     | Бошко Кнежевић                        | Никола Лукић              | Непознато                                                                     |
| 70  | 2011.     | Богдан Ивковић      | Драгослава Меденица  | Ненад Вујадиновић                     | Зоран Микетек             | Непознато                                                                     |
| 71  | 2011/12.  | Дејан Бараћ         | Дамјан Богосављевић  | Милан Јовановић                       | Мина Ђурић                | Марјан Станисављевић, Петар Милисављевић, Зоран Милошевић, Дарко Перовић      |
| 72  | 2012.     | Владимир Асенов     | Небојша Деспотовић   | Милорад Тодоров                       | Срђан Мирковић            | Непознато                                                                     |
| 73  | 2012.     | Радољуб Вранић      | Срђан Лакић          | Милан Николић                         | Јовица Ђорђевић           | Непознато                                                                     |
| 74  | 2012.     | Ненад Њежић         | Мирослав Анђелковић  | Урош Јовановић                        | Лука Ристић               | Немања Кајари, Бранислав Тодорић, Бранко Босјоковић, Сања Миловановић         |
| 75  | 2012.     | Милица Јокановић    | Владимир Стефановић  | Марко Радосављевић                    | Небојша Савић             | Непознато                                                                     |
| 76  | 2012/13.  | Владан Вујановић    | Јован Миљковић       | Сања Тадић                            | Александар Остојић        | Стефан Марковић, Небојша Шувак, Славиша Савић, Милош Шулубурић                |
| 77  | 2013.     | Драгутин Ђорђевић   | Стојан Секулин       | Игор Бурлица                          | Бранка Шорак              | Ненад Живановић, Саша Миленовић, Зоран Милашиновић, Ђорђе Цветковић           |
| 78  | 2013.     | Срђан Станковић     | Бобан Милутиновић    | Боривој Девић                         | Јасмина Вортић            | Непознато                                                                     |
| 79  | 2013.     | Младен Митровић     | Милорад Недељковић   | Данило Стевановић                     | Немања Цвијић             | Ненад Пејовић, Дејан Крсманчић, Ненад Ристановић, Предраг Николић             |
| 80  | 2013.     | Душко Секулић       | Бојан Николић        | Ђорђе Јовчић                          | Бојан Здравковић          | Марко Влашковић, Љубомир Козарев, Ненад Војиновић, Александар Дринчевић       |
| 81  | 2013.     | Срђан Лончаревић    | Градимир Вељковић    | Јована Павловић                       | Вук Трнавац               | Драган Јовановић, Радован Брзак, Игор Бошковић, Милош Михајловић              |
| 82  | 2014.     | Игор Бига           | Радиша Николић       | Дејан Максимовић                      | Александар Петровић       | Владимир Петковић                                                             |
| 83  | 2014.     | Марија Гвозденовић  | Драган Којадиновић   | Магдалина Чивовић                     | Дарко Јовић               | Непознато                                                                     |
| 84  | 2014.     | Бранислав Белајев   | Новица Аћимовић      | Марија Чивовић                        | Јелена Лазовић            | Бранислав Анокић, Драган Драгољевић, Бранко Ерић, Драгољуб Баровић            |
| 85  | 2014.     | Владислава Станишић | Зорана Ђурђевић      | Бранко Ђорђевић                       | Иван Илић                 | Непознато                                                                     |
| 86  | 2014.     | Божидар Ћукић       | Анастазиа Токић      | Јован Јаворина                        | Драган Лукић              | Стеван Јаношевић, Ненад Карајовић, Страхиња Милојевић, Душан Миљковић         |
| 87  | 2014/15.  | Душан Ерцег         | Александар Савић     | Драган Андрић                         | Ненад Росић               | Владета Мићановић, Стефан Томић, Дарко Милешевић, Немања Гајић                |
| 88  | 2015.     | Марко Јелић         | Данијел Предарски    | Дарко Остојић                         | Иван Петровић             | Марко Костић, Илија Лончар, Милош Анђелковић, Лазар Ђурђевић                  |
| 89  | 2015.     | Јован Ерор          | Ђорђе Драгићевић     | Душан Вуковић                         | Богдан Ашковић            | Бранко Вујић, Мирослав Димитријевић, Бранко Покрајац, Лазар Гајовић           |
| 90  | 2015.     | Никола Лацковић     | Драган Крецуљ        | Иван Тодоров                          | Марко Костић              | Горан Стефановић, Сава Сремчевић, Иван Голубовић, Никола Секулић              |
| 91  | 2015.     | Никола Томић        | Ненад Петровић       | Јана Јонлија                          | Предраг Лазаревић         | Немања Михајловић, Владан Маљковић, Милош Мићић, Павле Лаптошевић             |
| 92  | 2015.     | Весна Богдановић    | Никола Милошевић     | Александар Томашевић                  | Слободан Величковић       | Марко Лојпур, Борис Алавања, Здравко Гулан, Борман Младенов                   |
| 93  | 2016.     | Срђан Селимовски    | Драган Микић         | Александра Станковић                  | Милан Грубетић            | Миливоје Бошковић, Синиша Видосављевић, Михаило Маштраповић, Марко Тошковић   |
| 94  | 2016.     | Жарко Стевановић    | Никола Илић          | Александар Станковић                  | Мирослав Кичиња           | Милан Милановић, Зоран Томић, Бранислава Ивковић, Горан Паповић               |
| 95  | 2016.     | Бојан Лукић         | Александар Симић     | Ивана Пештерац                        | Павле Шкорић              | Дарко Биљић, Марко Пињух, Стефан Станковић, Јован Јујић                       |
| 96  | 2016.     | Марко Дукић         | Драган Спасенић      | Горан Недовић                         | Стефан Савић              | Никола Јосиповић, Бранислав Тодорић, Милутин Рувидић, Здравко Петровић        |
| 97  | 2016.     | Властимир Пурић     | Дејан Ковачевић      | Весна Првуловић                       | Дарко Арнаут              | Душан Марковић, Миљан Вучинић, Рајко Орељ, Диана Лукић                        |
| 98  | 2017.     | Сања Миловановић    | Милица Марковић      | Никола Стојановић                     | Дејан Мршевић             | Дарко Беговић, Срђан Тодоровић, Емил Иконић, Желимир Лалић                    |
| 99  | 2017.     | Иван Бабић          | Илија Драгић         | Драган Исаиловић                      | Недељко Шујица            | Дарко Крчмар, Ема Зороњић, Игор Жегарац, Радован Паровић                      |
| 100 | 2017.     | Жарко Стевановић    | Владимир Николић     | Сања Миловановић                      | Душан Ерцег               | Александар Дивовић, Браца Кундалић, Ненад Њежић, Срђан Лончаревић             |
| 101 | 2017.     | Зоран Хорватов      | Љубиша Видановић     | Велибор Марјановић                    | Љиљана Радуловић Димитров | Михаило Миленковић, Драган Јоновић, Никола Недељковић, Марко Јеринић          |
| 102 | 2017.     | Жарко Видосављевић  | Јасмина Алексић      | Александар Савковић                   | Филип Стевановић          | Дарко Марковић, Лазар Костић, Никола Митровски, Горан Јаковљевић              |
| 103 | 2017/18.  | Филип Тот           | Ненад Исаиловић      | Мирослав Јевремовић                   | Урош Армуш                | Тијана Цвијовић, Зоран Јовановић, Данијела Живковић, Владимир Милић           |
| 104 | 2018.     | Бојан Савић         | Стеван Тодоровић     | Милош Петровић                        | Немања Малиновић          | Ђорђе Рабреновић, Владимир Јовичић, Михаило Станишић, Миљан Констандиновић    |
| 105 | 2018.     | Владимир Крнач      | Бранимир Арсић       | Милан Угреновић                       | Марија Николић            | Иван Спасојевић, Павле Димић, Светислав Мијовић, Стојан Комазец               |
| 106 | 2018.     | Милан Вукадиновић   | Срђан Јеремић        | Стефан Вардић                         | Стефан Стошић             | Гордана Мијајловић, Милан Тодић, Дејан Митић, Владимир Саичић                 |
| 107 | 2018.     | Милош Тимотијевић   | Драган Петровић      | Александар Цвркотић                   | Драган Томашевић          | Драган Росић, Љубиша Димитријевић, Урош Илић, Милан Сентић                    |
| 108 | 2018.     | Миладин Секулић     | Борис Баћан          | Димитрије Спасић                      | Никола Смиљанић           | Мирослав Вуков, Димитрије Петровић, Драган Брзаковић, Љубиша Бојаџија         |
| 109 | 2018/19.  | Јован Мишковић      | Петар Роган          | Милорад Недељковић                    | Срђан Лакић               | Мирослав Јојић, Маријана Гојковић, Војкан Величковић, Јовица Паунковић        |
| 110 | 2019.     | Здравко Томић       | Богдан Гавриловић    | Ненад Пуљезевић                       | Дејан Здравковић          | Владимир Радошевић, Петар Станисављевић, Бранка Димитров, Мане Секулић        |
| 111 | 2019.     | Бојан Пјевац        | Југослав Ратковић    | Стефан Вардић                         | Сава Горуновић            | Илија Бираћ, Будимир Зубовић, Душан Николић, Душанка Вељин                    |
| 112 | 2019.     | Дејан Комар         | Игор Бурлица         | Марко Вукашиновић                     | Стефан Јакшић             | Радован Лекић, Весна Дуловић, Владимир Митровић, Вељко Радовановић            |
| 113 | 2019.     | Петар Стојковић     | Владимир Јокановић   | Драган Томашевић                      | Слободан Николић          | Немања Цвијић, Милош Цвијић, Немања Савић, Душан Богдановић                   |
| 114 | 2019.     | Иван Гавриловић     | Марко Протић         | Дејан Стојановић                      | Вељо Спасојевић           | Радисав Котлајић, Мира Петровић, Синиша Чолаковић, Јован Миљковић             |
| 115 | 2019.     | Дејан Ковачевић     | Владимир Томић       | Виктор Шкорић                         | Владимир Савић            | Александар Халиловић, Ђорђе Јањић, Раде Јовичић, Душан Ђорђевић               |
| 116 | 2019.     | Душан Ерцег         | Љубиша Бојаџија      | Сања Жарковић                         | Марко Лојпур              | Бранко Ерић, Ненад Вуковић, Стеван Божић, Александар Антић                    |
| 117 | 2019.     | Владимир Младенов   | Иван Петровић        | Звонко Вукичевић                      | Миле Живанић              | Ива Аздејковић, Драган Михаиловић, Ана Шурдиловић Николовски, Горан Јовановић |
| 118 | 2019.     | Владимир Крнач      | Неђељко Свркота      | Иван Голубовић                        | Александар Ранђеловић     | Драган Јевтић, Срђан Симовић, Драгана Марковић, Лука Стевандић                |
| 119 | 2019.     | Сергеј Прошић       | Желимир Лалић        | Милош Гравара                         | Стојан Апостоловски       | Аница Ђокић, Драган Марковић, Саша Стоилковић, Душан Јовановић                |
| 120 | 2019.     | Јанко Валенћик      | Вук Милутиновић      | Никола Лацковић                       | Данијел Радосављевић      | Милорад Ђурић, Никола Самарџић, Никола Стефановић, Владица Младеновић         |
| 121 | 2019.     | Иван Гавриловић     | Дејан Ковачевић      | Душан Ерцег                           | Јован Мишковић            | Здравко Томић, Петар Стојковић, Вук Милутиновић, Владимир Крнач               |
| 122 | 2020.     | Зоран Ивановић      | Немања Мандић        | Дарко Дабић                           | Александар Игњатовић      | Урош Вуковић, Јелена Голубовић, Миодраг Бата Бабовић, Елвис Поломи            |
| 123 | 2020.     | Дарко Крчмар        | Никола Јеленић       | Жарко Милуновић                       | Мирослав Кичиња           | Алекса Радовановић, Марииа Мазур, Мирослав Сенић, Марко Поповић               |
| 124 | 2020.     | Стефан Грнчарски    | Михајло Здравковић   | Милан Вукадиновић                     | Весна Богдановић          | Урош Трнавчевић, Милорад Цукавац, Далибор Тешић, Милош Вујић                  |
| 125 | 2020.     | Раде Гољовић        | Душан Мацура         | Лидија Миливојевић                    | Горан Стефановић          | Дарко Остојић, Карлос Франко, Марија Бунгуровић, Стефан Марковић              |
| 126 | 2020.     | Драган Стојановић   | Александар Станковић | Владимир Војиновић                    | Божидар Ћукић             | Александар Радишић, Јанко Ковачевић, Марко Шавија, Алекса Стојановић          |
| 127 | 2020.     | Стефан Станковић    | Данило Ћосић         | Дејан Вејиновић                       | Тамара Томин              | Александар Новаковић, Зоран Јаковљевић, Даниела Јанковић Цветић, Зоран Герић  |
| 128 | 2020.     | Душан Недовић       | Никола Смиљанић      | Марко Ђорђевић                        | Десимир Вјетровић         | Ивана Ђорђевић, Марко Костић, Иван Илић, Борис Галовић                        |
| 129 | 2020.     | Никола Михајловић   | Жељко Мршевић        | Никола Петковић                       | Драго Ђурковић            | Милан Николић, Владица Тодоровић, Миливоје Илић, Ненад Њежић                  |
| 130 | 2020.     | Душан Ивановић      | Вукашин Јањић        | Сања Миловановић                      | Владимир Стефановић       | Милош Алексић, Дарко Белушевић, Слободан Гигов, Живан Маринковић              |
| 131 | 2020.     | Милош Карна         | Александар Томашевић | Давид Галиот                          | Дејан Станојевић          | Александар Ђорђевић, Филип Митровић, Драгољуб Манојловић, Зоран Држајић       |
| 132 | 2020.     | Алекса Грубешић     | Милош Тимотијевић    | Драган Јовановић                      | Филип Бокић               | Страхиња Манојловић, Душан Јакшић, Ђорђе Поњавић, Милош Мирковић              |
| 133 | 2020.     | Милош Карна         | Раде Гољовић         | Стефан Станковић                      | Душан Мацура              | Михајло Здравковић, Дарко Крчмар, Душан Недовић, Стефан Грнчарски             |
| 134 | 2020/21.  | Биљана Милановић    | Жељко Јелаш          | Зоран Радомировић                     | Алекса Јурановић          | Андреа Арваи, Бошко Ћурчић, Марко Стојчић, Бојан Перуничић                    |
| 135 | 2021.     | Недељко Шујица      | Милан Новаковић      | Дарко Здравковић                      | Марко Спасић              | Јована Радовић, Урош Узелац, Здравко Гулан, Душан Крунић                      |
| 136 | 2021.     | Александар Симић    | Марко Стаменковић    | Дејан Мршевић                         | Срђан Смиљанић            | Александар Златић, Соња Драгојловић, Синиша Вулић, Милош Обрадовић            |
| 137 | 2021.     | Михајло Нејков      | Александар Милошевић | Драго Жвеглић                         | Страхиња Баковић          | Милош Ђерић, Иван Вујовић, Драшко Стојковић, Александар Букинац               |
| 138 | 2021.     | Слободан Обућина    | Петар Алемпијевић    | Војкан Јанчић                         | Катарина Стаменковић      | Весна Милићевић, Јован Павловић, Оливер Вуковић, Живорад Маринковић           |
| 139 | 2021.     | Бранимир Арсић      | Миладин Шакић        | Сања Тадић                            | Миодраг Радојевић         | Александар Луковић, Данијела Живковић, Радослав Ћирић, Лука Бошњак            |
| 140 | 2021.     | Борис Станковић     | Мирко Крстовић       | Владимир Вацић                        | Сретен Јањић              | Анђелко Васић, Иван Белоица, Небојша Деспотовић, Михајло Вукајловић           |
| 141 | 2021.     | Властимир Пурић     | Филип Стевановић     | Урош Марић                            | Весна Мартиновић          | Реља Алексић, Александар Лазић, Наташа Вигњевић, Саша Пауновић                |
| 142 | 2021.     | Дамир Дураковић     | Бојан Ђокић          | Никола Радосављевић                   | Никола Алексић            | Миливоје Вићентијевић, Филип Миловановић, Драгица Танасковић, Марко Гаврић    |
| 143 | 2021.     | Иван Манић          | Бојан Савић          | Павле Рупник                          | Горан Арсић               | Славко Радованов, Драган Брзаковић, Илија Лончар, Слободан Рушпић             |
| 144 | 2021.     | Ђурђе Радић         | Тања Цветинов        | Владимир Поповић                      | Јелена Шапоњић            | Станислав Ђорић, Далибор Јанковић, Станко Дупор, Никола Милетић               |
| 145 | 2021.     | Бранимир Арсић      | Борис Станковић      | Александар Симић                      | Недељко Шујица            | Властимир Пурић, Иван Манић, Петар Алемпијевић, Слободан Обућина              |
| 146 | 2022.     | Арсеније Арсић      | Лазар Живков         | Никола Миљковић                       | Радисав Котлајић          | Милан Ђорђевић, Драшко Савић, Предраг Животић, Марко Новаковић                |
| 147 | 2022.     | Богдан Цветковић    | Драган Јовановић     | Ненад Јовановић                       | Никола Савковић           | Непознато                                                                     |
| 148 | 2022.     | Алекса Стефановић   | Стефан Савић         | Мирослав Минић                        | Гаврило Рајковић          | Непознато                                                                     |
| 149 | 2022.     | Лука Радић          | Дејан Вацић          | Димитрије Ђорђевић                    | Ђорђе Жижић               | Непознато                                                                     |
| 150 | 2022.     | Ђорђе Николић       | Веселин Секулић      | Предраг Радета                        | Новак Животић             |                                                                               |
| 151 | 2022.     | Милош Спасовић      | Никола Бојић         | Раде Новаковић                        | Зоран Крстић              |                                                                               |
| 152 | 2022.     | Марко Николић       | Љубомир Бабочајић    | Слободан Булатовић                    | Александар Тркуља         |                                                                               |
| 153 | 2022.     | Вања Томашев        | Иван Тодоровић       | Владимир Илић                         | Ненад Гајић               |                                                                               |
| 154 | 2022.     | Јован Ерор          | Алекса Кркић         | Лазар Јовићевић                       | Мира Крајишник            |                                                                               |
| 155 | 2022.     | Кристиан Кнежевић   | Вељко Михајловић     | Антонио Марковић                      | Давор Голубовац           |                                                                               |
| 156 | 2022.     | Биљана Малиновић    | Драган Исаиловић     | Дарко Мијатовић                       | Небојша Дуброја           |                                                                               |
| 157 | 2022.     | Кристиан Кнежевић   | Алекса Стефановић    | Вељко Михајловић, Арсеније Арсић      | Веселин Секулић           |                                                                               |
| 158 | 2023.     | Никола Симић        | Филип Ковачевић      | Добривој Аврамовић, Игор Стефановић   | Н/Д                       | Н/Д                                                                           |
| 159 | 2023.     | Саша Стајчић        | Милан Сингуриловић   | Иван Радојевић, Стојан Комазец        | Н/Д                       | Н/Д                                                                           |
| 160 | 2023.     | Алекса Кондић       | Драган Јоновић       | Драган Алексић, Миленко Јелић         | Н/Д                       | Н/Д                                                                           |
| 161 | 2023.     | Стеван Брдар        | Дарко Живановић      | Лазар Јанковић, Илија Драгић          | Н/Д                       | Н/Д                                                                           |
| 162 | 2023.     | Душан Попов         | Душан Миолски        | Ненад Петровић, Реља Кугли            | Н/Д                       | Н/Д                                                                           |
| 163 | 2023.     | Стеван Тодоровић    | Светомир Шиндић      | Давид Пантовић, Милијана Ераковић     | Н/Д                       | Н/Д                                                                           |
| 164 | 2023.     | Владимир Вулић      | Душан Богдановић     | Стефан Кос, Милош Савић               | Н/Д                       | Н/Д                                                                           |
| 165 | 2023.     | Никола Васић        | Милорад Обреновић    | Марија Мазур, Борис Петрић            | Н/Д                       | Н/Д                                                                           |
| 166 | 2023.     | Душан Грговски      | Зоран Петровић       | Синиша Видосављевић, Урош Жељски      | Н/Д                       | Н/Д                                                                           |
| 167 | 2023.     | Милош Ракита        | Дарко Арнаут         | Никола Дубравчић, Милан Крпић         | Н/Д                       | Н/Д                                                                           |
| 168 | 2023.     | Милош Ракита        | Алекса Кондић        | Никола Васић, Стеван Тодоровић        | Н/Д                       | Н/Д                                                                           |
| 169 | 2023.     | Филип Тот           | Жарко Стевановић     | Милош Карна, Кристиан Кнежевић        | Н/Д                       | Н/Д                                                                           |
| 170 | 2024.     | Ема Аврамовић       | Владимир Митровић    | Ненад Ристановић, Лука Влаховић       | Н/Д                       | Н/Д                                                                           |
| 171 | 2024.     | Емил Иконић         | Данко Брајовић       | Милица Терзић, Мина Димић             | Н/Д                       | Н/Д                                                                           |
| 172 | 2024.     | Зоран Хорватов      | Драган Микић         | Алекса Јевтић, Дамјан Мацура          | Н/Д                       | Н/Д                                                                           |
| 173 | 2024.     | Игор Бурлица        | Жарко Бојовић        | Горан Севић, Даница Милошевић         |                           |                                                                               |
| 174 | 2024.     | Мирољуб Арсић       | Петар Станисављевић  | Никола Миленовић, Драгољуб Манојловић |                           |                                                                               |
| 175 | 2024.     | Александар Петровић | Владимир Шормаз      | Никола Новотни, Јелена Хофман         |                           |                                                                               |
| 176 | 2024.     | Јован Миљковић      | Лука Томашевић       | Бранко Марковић, Мирослав Михаљ       |                           |                                                                               |
| 177 | 2024.     | Душан Ивановић      | Душан Николић        | Петар Грбовић, Миломир Ђокић          |                           |                                                                               |
| 178 | 2024.     | Сергеј Прошић       | Марко Костић         |                                       |                           |                                                                               |
| 179 | 2024.     | Caња Жарковић       | Владимир Миленковић  |                                       |                           |                                                                               |
| 180 | 2024      | Бојан Нешић         | Жарко Видосављевић   |                                       |                           |                                                                               |

| Суперфинале                        |  | Година | Првопласирани      | Другопласирани     | Трећепласирани                    | Четвртопласирани   |
| ---------------------------------- |  | ------ | ------------------ | ------------------ | --------------------------------- | ------------------ |
| Суперфинале                        |  | 1994.  | Јан Бажик          | Душан Никић        | Драган Бешевић                    | Мирослав Цветковић |
| Суперфинале                        |  | 1994.  | Иван Јаковљевић    |                    |                                   |                    |
| Суперфинале                        |  | 1995.  | Омер Екић          | Бојан Ђокановић    | Михајло Нејков                    | Ђорђе Симић        |
| Суперфинале                        |  | 1997.  | Зоран В. Јовановић | Александар Бјелица | Новица Лукић                      | Лазар Којић        |
| Суперфинале (такође и 60. циклус)  |  | 2009.  | Михајло Нејков     | Новица Лукић       | Властимир Пурић                   | Бојан Савић        |
| Суперфинале (такође и 100. циклус) |  | 2017.  | Жарко Стевановић   | Владимир Николић   | Сања Миловановић                  | Душан Ерцег        |
| Суперфинале                        |  | 2019.  | Иван Гавриловић    | Дејан Ковачевић    | Душан Ерцег                       | Јован Мишковић     |
| Суперфинале                        |  | 2020.  | Милош Карна        | Раде Гољовић       | Стефан Станковић и Душан Мацура   | Непознато          |
| Суперфинале                        |  | 2021.  | Бранимир Арсић     | Борис Станковић    | Александар Симић и Недељко Шујица | Непознато          |
| Суперфинале                        |  | 2022.  | Кристиан Кнежевић  | Алекса Стефановић  | Вељко Михајловић и Арсеније Арсић | Непознато          |
| Суперфинале                        |  | 2023.  | Милош Ракита       | Алекса Кондић      | Никола Васић и Стеван Тодоровић   | Непознато          |
| Суперфинале                        |  | 2023.  | Филип Тот          | Жарко Стевановић   | Милош Карна и Кристиан Кнежевић   | Непознато          |
| Суперфинале                        |  | 2024.  | Бојан Нешић        | Сања Жарковић      | Јован Миљковић и Владимир Шормаз  | Непознато          |